# Баньоло-ди-По
Баньоло-ди-По (итал. Bagnolo di Po) — коммуна в Италии, располагается в провинции Ровиго области Венеция.

Население составляет 1450 человек (2008 г.), плотность населения составляет 68 чел./км². Занимает площадь 21 км². Почтовый индекс — 45022. Телефонный код — 0425.
Покровителем коммуны почитается святой Готтард, празднование 5 мая.

## Демография
Динамика населения:

## Администрация коммуны
- Официальный сайт: http://www.bagnolodipo.com